# Teoria del flusso a due fasi di comunicazione
La teoria del flusso a due fasi di comunicazione (Two-step flow of communication) è stata elaborata da Lazarsfeld, Berelson e Gaudet (1944).
Secondo tale teoria, impiegata con profitto nell'area della comunicazione commerciale, non esiste un flusso costante di informazioni che va dai media ai destinatari finali. All'opposto, esso procederebbe dai media ai cosiddetti opinion leader (gli individui più sensibili verso certe informazioni, e più influenti all'interno di un certo gruppo sociale), per poi essere da questi veicolato presso il gruppo sociale di appartenenza o di riferimento.

## Base di partenza
La teoria si basa su studi degli anni quaranta sull'influenza sociale indiretta dei media sulla popolazione, passando attraverso l'influenza personale degli opinion leader, che danno vita al multistep flow model.
Secondo tale teoria, la maggior parte delle persone basa le proprie opinioni su quelle degli opinion leader. Gli opinion leader sono coloro che per primi vengono a conoscenza di un contenuto diffuso dai media e lo interpretano secondo le proprie opinioni. Successivamente tali opinioni vengono diffuse al grande pubblico che diviene un opinion follower. L'influenza degli opinion leader cresce grazie all'influenza e alla conoscenza dei media d'elite in opposizione ai mass media più diffusi. Con tale processo l'influenza sociale viene calibrata sulle opinioni di uno specifico gruppo di media d'elite. Si tratta essenzialmente di un processo di persuasione sociale.

## Punti cardine
L'informazione passa per due stadi. Secondo il modello di Lazarsfeld, i media non hanno influenza diretta sulle masse, che sono i destinatari finali, come viene invece teorizzato nella Teoria ipodermica, ma l'efficacia del loro messaggio è legata maggiormente agli orientamenti degli opinion leader. La conseguenza è quindi che i media non sono in condizione di modificare opinioni o posizioni, ma possono solo rafforzare opinioni e posizioni già esistenti.

## Critiche ed evoluzione
La teoria viene esposta per la prima volta nel 1944 dal solo Lazarsfeld, e rielaborata con Katz nel 1955.
Tale teoria ha subito forti critiche, prima fra tutte quella di essere troppo schematica: non sono considerati flussi informativi differenti quali quelli generati dagli scambi d'opinione fra i destinatari o fra gli opinion leader. Un'ulteriore critica è che non ci sarebbe una sufficiente differenziazione fra il flusso informativo e il flusso di influenza. Come conseguenza di tali critiche, Lazersfeld espose una nuova versione, rivista, della propria teoria.